# 河上謹一

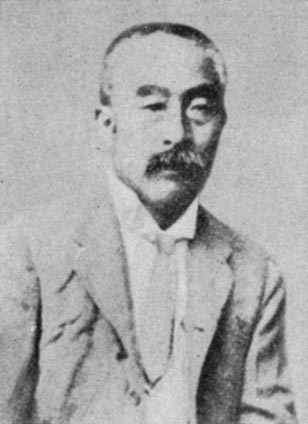
河上謹一

河上 謹一（かわかみ きんいち、安政3年3月23日（1856年4月27日） - 1945年（昭和20年）7月31日）は、戦前日本の外交官、実業家。岩国藩出身。東京大学法科大学第一期卒生。農商務省・文部省書記、東京商業学校校長、上海総領事、アメリカ合衆国領事、外務省通商局長、日本銀行理事、住友本店理事、南満洲鉄道監事。

## 生涯

### 修学
安政3年（1856年）3月23日岩国藩士河上毅の長男として生まれた。慶応元年（1865年）藩校養老館に入学、後に敬義社で東沢瀉にも学んだ。明治3年（1870年）10月藩唯一の貢進生に抜擢され、東京に出て大学南校に入学、1878年（明治11年）6月東京大学法科大学を卒業し、日本初の法学士となった。
1879年（明治12年）5月文部省よりイギリス留学に送られ、10月ユニヴァーシティ・カレッジ・ロンドンに入学、2月までウィリアム・スタンレー・ジェヴォンズに経済学、バンドに憲法を学んだ。1880年（明治13年）キングス・カレッジ・ロンドンに転校し、レオン・レヴィに商法、会社、銀行、為替等について学んだ。

### 外交官
1882年（明治15年）8月帰国、農商務省権少書記、後文部省書記官となり、1884年（明治17年）3月25日東京商業学校校長を兼任した。1885年（明治18年）西郷従道に従い清に派遣され、外務省に転属して上海総領事となった。1887年（明治20年）4月杉浦重剛に誘われ乾坤社設立に加わった。
1888年（明治21年）8月6日アメリカ合衆国領事としてニューヨークに赴任した。1890年（明治23年）2月25日外務省通商局長となり、11月11日朝鮮出張を命じられた。1891年（明治24年）5月大津事件により局長を辞し、7月1日公使館参事官となった後、12月19日辞職した。

### 日銀勤務
1891年（明治24年）同窓加藤高明の勧めで川田小一郎に招聘されて日本銀行取締役となり、支配人、文書局長、銀行局長、金庫監査役、株式局長を歴任した。1897年（明治30年）2月24日理事に就任、1898年（明治31年）外債募集準備のため欧米を視察した。
1899年（明治32年）岩崎弥之助に代わって総裁となった山本達雄と対立し、他の重役と共に2月28日辞職した。

### 住友本店理事
日銀辞職後、住友財閥総理事心得伊庭貞剛に破格の待遇をもって招聘され、住友本店理事となり、住友銀行の拡大に尽力した。1899年（明治32年）6月、商法改正により倉庫営業に関する規定が設けられると、倉庫業を独立させて住友倉庫とした。1899年（明治32年）9月、山崎久太郎の日本鋳鋼所設立に対し住友家より資金を提供し、1901年（明治34年）6月恐慌により経営が行き詰まると、買収して住友鋳鋼場として引き継いだ。
1902年（明治35年）須磨浦尋常小学校創立に加わった。また、この頃病気のため舞子の別邸で療養している。
1904年（明治37年）伊庭貞剛が総理事辞職を決めると、後任には当主住友友純の意向で鈴木馬左也が就くこととなったため、同じく辞職して須磨町に隠棲した。

### 晩年
大正期には南満洲鉄道監事、日本興業銀行監査役、九州製鋼監査役、大阪織物監査役を引き受け、後に住友銀行監査役を務めた。
晩年、リウマチにより手が不自由となった。1945年（昭和20年）7月31日死去し、須磨寺に葬られた。

## 栄典
- 1884年（明治17年）2月9日 - 正七位[12]

## 著述
- 井上良一講述「板権所有ノ論」『学芸志林』1巻2冊、明治10年6月
- シリー講演「欧土連合ノ説」『学芸志林』4巻18冊、明治12年1月
- 「経済一班」『学芸志林』7巻38冊、明治13年9月
- 太拙居士「田口卯吉君ノ反訳サレタル大英商業史（一）」『東洋学芸雑誌』15号、明治15年12月
- 太拙居士「田口卯吉君ノ反訳サレタル大英商業史（二）」『東洋学芸雑誌』17号、明治16年2月
- ジョン・イェイツ原著『商業沿革史 上冊』 - 国立国会図書館デジタルコレクション
- 『商業沿革史 下冊』 - 国立国会図書館デジタルコレクション
- 『日本商業教育論』 - 国立国会図書館デジタルコレクション
- 「帝王学の御進講者たる杉浦氏の人格」『中央公論』大正5年12月号
- 「故田中稲城君を憶ふ」『図書館雑誌』第21年2号、昭和2年2月

## 親族
- 父：河上毅 - 通称又三郎、庄吾、霜松。岩国藩士。書に長じて藩右筆を務め、1886年（明治19年）没[1]。[13]
- 妹：タヅ（田鶴） - 文久元年（1861年）生、1878年（明治11年）6月15日、岩国藩士・河上忠に嫁ぎ、1879年（明治12年）河上肇を生む[1]。
- 妻：コヨシ（古代志） - 元治元年（1864年）生、1916年（大正5年）1月18日没、享年51[1]。工学博士（鉄道）・笠井愛次郎養妹[13]
- 長男：河上弘一（1886-1957） - 日本興業銀行総裁、日本輸出入銀行総裁。上海生まれ。東京帝国大学仏法科卒。日仏銀行副総裁、大日本航空理事、帝都高速度交通営団理事、経団連常任理事、工業倶楽部理事、藤田興業会長なども務めた[14]。岳父に朝鮮総督府仁川府尹の久水三郎[13]。
- 長女：アヤノ - 1884年（明治17年）10月生、植物学者大野直枝（大野守衛の兄[13]）に嫁ぐ[9]。孫に大野茂男[15]。
- 次女：スミ - 1889年（明治22年）11月生、神戸市電気試験所所長・勝守莞二に嫁ぐ[9][16]。
- 次男：河上大二 - 1893年（明治26年）12月生[9]。水彩画家。
- 三男：河上兼士 - 1896年（明治29年）4月生[11]。